# Narodowe Muzeum Sztuki Ukrainy
Narodowe Muzeum Sztuki Ukrainy (ukr. Національний Художній Музей України) – mieszczące się w Kijowie muzeum sztuki. Jedna z ważniejszych placówek tego typu w Ukrainie. 

## Historia
Placówka została założona pod koniec XIX wieku z inicjatywy kijowskich intelektualistów oraz przemysłowców-filantropów jako pierwsze publiczne muzeum w Kijowie. Kamień węgielny pod budowę gmachu położono 21 września 1897, a pierwsza subwencja państwowa wyniosła 50 tysięcy rubli.
Budynek muzeum zaprojektował architekt Petro Bojcow w stylu neoklasycystycznym. Projekt dokończył i nadzorował jego realizację Władysław Horodecki, a dekoracje rzeźbiarskie fasady wykonała pracownia Elia Sali.
Pierwszą wystawę zorganizowano 5 (17) sierpnia 1899 z okazji XI Wszechrosyjskiego Kongresu Archeologicznego, jeszcze w nieukończonym budynku. Oficjalne otwarcie muzeum, nazwanego wówczas Kijowski Muzeum Sztuk Pięknych, Przemysłu i Nauki im. cesarza Mikołaja Aleksandrowicza, nastąpiło 30 grudnia 1904. 
Wśród pierwszych nabytków znalazły się dzieła m.in. Tarasa Szewczenki, Ilji Riepina, Władimira Borowikowskiego, Wasilija Tropinina, Mykoły Pymonenki, Michaiła Wrubla, Nikołaja Gaya, Heorhija Narbuta, Ołeksandra Muraszki i Wasyla Kryczewskiego. Do kolekcji trafiły także starsze prace, takie jak średniowieczne ikony, portrety z czasów Kozaczyzny oraz popularne przedstawienia Kozaka Mamaja.
Eksponaty pozyskiwano z różnych regionów Ukrainy – od Galicji po Czernihowszczyznę – oraz z zagranicy, m.in. z Moskwy, Petersburga, a nawet poprzez korespondencję z ukraińskimi artystami w diasporze.
W 1934 z historycznej i archeologicznej części zbiorów powstało Państwowe Muzeum Historyczne (obecnie Narodowe Muzeum Historii Ukrainy), a w 1954 wydzielono niezależne Muzeum Sztuki Ludowej i Dekoracyjnej.
Pomimo represji stalinowskich, które zakłóciły działalność instytucji i doprowadziły do rozproszenia części zbiorów, muzeum kontynuowało swoją misję. W latach 90. XX wieku, po odzyskaniu przez Ukrainę niepodległości, muzeum zaczęło zyskiwać międzynarodowy rozgłos. Jego zbiory prezentowano w prestiżowych instytucjach w Kanadzie, Francji, Danii i Chorwacji, co doprowadziło do odkrycia wielu nieznanych dotąd ukraińskich artystów.
W ciągu swojej ponad 120-letniej historii instytucja zmieniała nazwę 12 razy, co odzwierciedlało przemiany polityczne, społeczne i kulturowe w kraju. Zmiany te wskazują również na przekształcenia w profilu zbiorów i powstawanie nowych muzeów, których zalążkiem były kolekcje pierwotnie należące do muzeum.
Obecną nazwę – Narodowe Muzeum Sztuki Ukrainy – nadano instytucji w 1994, po odzyskaniu przez Ukrainę niepodległości, co podkreśliło jej rangę jako najważniejszej narodowej kolekcji sztuki.
W następstwie poważnych zniszczeń, jakich instytucja doznała w wyniku rosyjskich ataków na Kijów jesienią 2022, jej dyrekcja podjęła decyzję o czasowym przekazaniu części zbiorów artystycznych do Zamku Królewskiego w Warszawie. Działanie to miało na celu zarówno ich zabezpieczenie na czas trwania konfliktu zbrojnego, jak i przeprowadzenie niezbędnych prac konserwatorskich.

## Zbiory
Jest jednym z najważniejszych muzeów sztuki w Ukrainie, posiadające najbardziej reprezentatywną kolekcję ukraińskiej sztuki na świecie. Zbiory obejmują ponad 40 tysięcy eksponatów – od średniowiecznej ikonografii po współczesne media artystyczne – dokumentujących rozwój ukraińskiej sztuki od XII wieku do czasów współczesnych. W swoich zbiorach posiada również sztukę azjatycką.